# العلاقات البوسنية الإريترية
العلاقات البوسنية الإريترية هي العلاقات الثنائية التي تجمع بين البوسنة والهرسك وإريتريا.

## مقارنة بين البلدين
هذه مقارنة عامة ومرجعية للدولتين:
| وجه المقارنة                                              | البوسنة والهرسك                                             | إريتريا                                      |
| --------------------------------------------------------- | ----------------------------------------------------------- | -------------------------------------------- |
| المساحة (كم2)                                             | 51.20 ألف                                                   | 117.60 ألف                                   |
| عدد السكان (نسمة)                                         | 3.51 مليون                                                  | 6.33 مليون                                   |
| الكثافة السكانية (ن./كم²)                                 | 68.55                                                       | 53.83                                        |
| العاصمة                                                   | سراييفو                                                     | أسمرة                                        |
| اللغة الرسمية                                             | اللغة البوسنوية، اللغة الكرواتية، اللغة الصربية             | اللغة التغرينية، اللغة العربية، لغة إنجليزية |
| العملة                                                    | مارك بوسني                                                  | ناكفا                                        |
| الناتج المحلي الإجمالي (بليون دولار)                      | 18.17 مليار                                                 | 2.61 مليار                                   |
| الناتج المحلي الإجمالي (تعادل القوة الشرائية) بليون دولار | 41.35 مليار                                                 |                                              |
| الناتج المحلي الإجمالي الاسمي للفرد دولار أمريكي          | 4.25 ألف                                                    |                                              |
| الناتج المحلي الإجمالي للفرد دولار أمريكي                 | 10.43 ألف                                                   |                                              |
| مؤشر التنمية البشرية                                      | 0.733                                                       | 0.391                                        |
| رمز المكالمات الدولي                                      | +387                                                        | +291                                         |
| رمز الإنترنت                                              | .ba                                                         | .er                                          |
| المنطقة الزمنية                                           | توقيت وسط أوروبا، ت ع م+01:00، ت ع م+02:00، أوروبا/سراييفو ‏ | ت ع م+03:00                                  |

## منظمات دولية مشتركة
يشترك البلدان في عضوية مجموعة من المنظمات الدولية، منها:
| علم المنظمة | اسم المنظمة                        | تاريخ انضمام البوسنة والهرسك | تاريخ انضمام إريتريا |
| ----------- | ---------------------------------- | ---------------------------- | -------------------- |
|             | مؤسسة التمويل الدولية              | 25 فبراير 1993               | 11 أكتوبر 1995       |
|             | منظمة حظر الأسلحة الكيميائية       | ?                            | ?                    |
|             | يونسكو                             | 2 يونيو 1993                 | 2 سبتمبر 1993        |
|             | الاتحاد الدولي للاتصالات           | 20 أكتوبر 1992               | 6 أغسطس 1993         |
|             | الأمم المتحدة                      | 22 مايو 1992                 | 28 مايو 1993         |
|             | منظمة الشرطة الجنائية الدولية      | ?                            | ?                    |
|             | البنك الدولي للإنشاء والتعمير      | 25 فبراير 1993               | 6 يوليو 1994         |
|             | الاتحاد البريدي العالمي            | ?                            | ?                    |
|             | مؤسسة التنمية الدولية              | 25 فبراير 1993               | 6 يوليو 1994         |
|             | وكالة ضمان الاستثمار متعدد الأطراف | 19 مارس 1993                 | 10 سبتمبر 1996       |

## وصلات خارجية
- موقع وزارة الخارجية البوسنية